# 노겐트르로이
노겐트르로이는 프랑스의 도시 중에 하나이다.

## 설명
노겐트르로이(프랑스어 발음:[n ɔʒɑ̃ l ə ʁ와]()는 프랑스의 주에 하나인 중앙발드루아르주와 에우레에루아르주의 도시이다. 샤르트르에서 북쪽으로 27킬로미터, 드뢰에서 남동쪽으로 18킬로미터 떨어진 곳에 위치해 있다. 국제적으론 그 마을은 독일 만하임 근처의 헤데스하임과 중요한 동맹 관계이다.

## 같이 보기
- 프랑스
- 도시